# La Carcasse
La Carcasse, dit aussi Lo Stregozzo (Le Sorcier), est une gravure sur cuivre au burin d'après Girolamo Genga (vers 1476-1555), réalisée vers 1517-1520 par le graveur de la Renaissance italienne Marcantonio Raimondi ou Agostino di Musi, dit Agostino Veneziano.

## Iconographie
Cinq créatures à la musculature appuyée accompagnent une gigantesque carcasse, chevauchée par une sorcière qui protège son butin de nourrissons.

## Analyse
Cette gravure est inspirée par La Sorcière d'Albrecht Dürer (vers 1500). L'artiste se plait à opérer un changement d'échelle, insérant le motif de la vieille femme nue, cheveux au vent, du petit burin de Dürer (11,5 × 7 cm) au sein d'une composition tout en largeur, qui s'impose comme l'un des cuivres le plus monumentaux du début du XVIe siècle.

## Attribution
L'attribution de La Carcasse continue de faire débat, tant pour son graveur que pour le dessinateur du modèle. Le premier état de la gravure comporte la marque de Raimondi, mais un cartouche laissé vide sur le second état, fait apparaître la signature de son disciple Agostino Veneziano, les initiales A.V. La maîtrise du burin à l'œuvre dans cette planche, qui permet un rendu sculptural des corps et l'accentuation de leur volume, plaide en faveur d'une attribution à Marcantonio Raimondi, Agostino Veneziano ayant pu récupérer la matrice et la retravailler dans un second temps.
Les propositions ont été nombreuses concernant l'auteur du motif : Raphaël, Michel-Ange, Baccio Bandinelli, Jules Romain ou, plus récemment, Girolamo Genga. La formation et la carrière de ce dernier, peintre et architecte originaire d'Urbino qui travailla à Rome entre 1518 et 1522, expliquerait en tout cas la fusion des influences qui ont permis de donner le jour à cette œuvre d'une grande originalité.